# June Haverly
June Haverly là đĩa mở rộng tự phát hành thứ hai của nam ca sĩ-người viết bài hát người Nam Phi-Úc Troye Sivan. Ep được phát hành vào tháng 6 năm 2012.
Tựa đề June Haverly gợi nhắc đến tên tháng mà Sivan sinh ra (June - tháng sáu) và tên thời con gái của mẹ anh (Haverly).

## Danh sách bài hát
| CD  | CD                 | CD       | CD         |
| STT | Nhan đề            | Sáng tác | Thời lượng |
| --- | ------------------ | -------- | ---------- |
| 1.  | "Make You Love Me" | Sivan    | 2:09       |
| 2.  | "June Haverly"     | Sivan    | 2:39       |
| 3.  | "She's 22"         | Sivan    | 3:09       |